# Chac

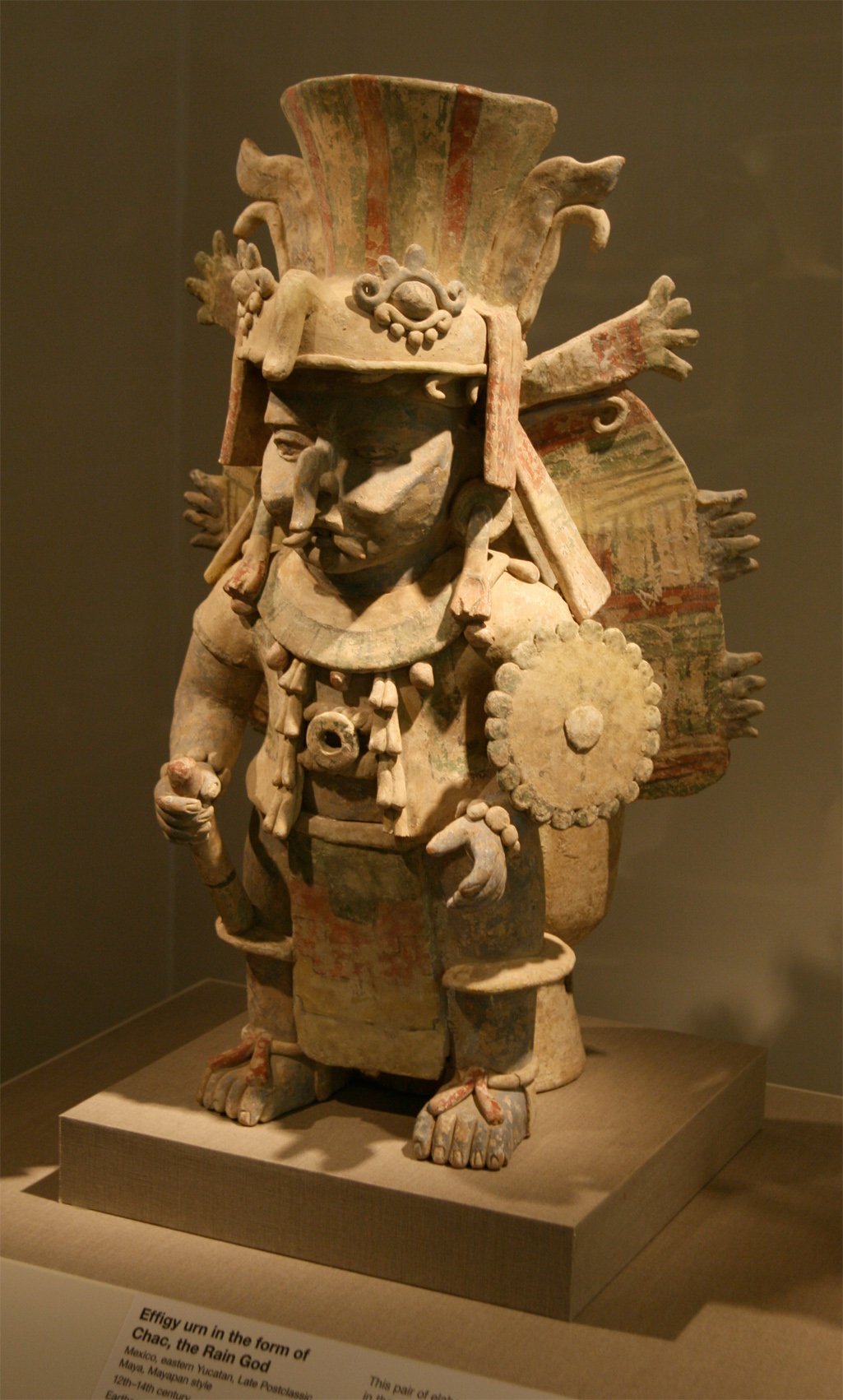
Urnă ce îl înfățișează pe Chac, care datează din perioada dintre secolele al XII-lea și al XIV-lea

Chac (Chaac sau, în perioada mayașă clasică, Chaahk) este numele zeului mayaș al ploii. Cu toporul său fulgerător, Chaac lovește norii și produce tunete și ploaie. Chaac corespunde zeului aztec Tlaloc. 